# 竹叶西风芹
竹叶西风芹（学名：Seseli mairei）是伞形科西风芹属的植物，是中国的特有植物。分布于中国大陆的云南、四川、贵州、广西等地，生长于海拔1,200米至3,200米的地区，多生在稀疏林下、草丛中、向阳山坡以及旷地土坡，目前尚未由人工引种栽培。

## 别名
竹叶防风（云南丽江），鸡爪防风（云南沾益），防见（四川米易、贵州兴仁），云防风（四川会东）

## 异名
- Seseli mairei Wolff var. simplicifolia C. Y. Wu ex Shan